# Gordon Goichi Nakayama
Gordon Goichi Nakayama (G.G. Nakayama, 中山 吾 一, 16 de noviembre de 1900 - 8 de octubre de 1995) fue un sacerdote, autor y pederasta anglicano canadiense japonés. Estuvo activo en su ministerio en el oeste de Canadá y la costa del Pacífico (especialmente en Okinawa, sur de Japón) durante 62 años desde 1932 hasta 1994. G.G. Nakayama ha sido objeto de controversia en torno a la Iglesia Anglicana y su manejo de las denuncias de abuso infantil. En 2015, la Iglesia Anglicana de Canadá reveló que había recibido una confesión escrita de Nakayama sobre su abuso en 1994, y se disculpó por ocultar la información al público y a la policía durante más de 20 años.

## Vida
G.G. Nakayama nació en Okawa, Prefectura de Kochi, Japón en 1900 y emigró a Canadá en 1919.
 Nakayama se estableció en Vancouver y fue ordenado sacerdote en 1934 bajo la Diócesis Anglicana de New Westminster.
Nakayama ayudó a construir iglesias de piedra en Vancouver, las tres iglesias existentes en 1941 fueron confiscadas por la Ciudad de Vancouver como parte de la Segunda Guerra Mundial confiscación de propiedad japonesa promulgada por el 19º Parlamento Canadiense (Gobierno Federal).
Nakayama, su familia y los 22.000 canadienses japoneses que vivían en la Columbia Británica fueron expulsados de la costa en 1942 tras una orden en consejo del gabinete del primer ministro que ordenaba un internamiento de canadienses japoneses a 100 millas (160 km) de zona de exclusión de la costa del Pacífico. Internamiento de canadienses japoneses (Campos de internamiento) eran comunidades remotas y dispersas aisladas unas de otras. Se controlaron los derechos de movilidad. A Nakayama, como sacerdote ordenado y líder comunitario, se le permitió viajar entre los campamentos. Se sabe que en las visitas de Nakayama a las comunidades a menudo se le invitaba a quedarse en diferentes hogares. Este derecho continuó después del final de la Segunda Guerra Mundial en 1945 y los canadienses japoneses se dispersaron por Canadá, ya que a los japoneses se les impidió Internamiento de canadienses japoneses vivir en Columbia Británica hasta 1949.
Después de que terminó la guerra, la familia Nakayama se instaló en Alberta, junto con otros 4000 japoneses canadienses. Nakayama viajó extensamente en su ministerio a través del Pacífico. Estaba en Okinawa, Japón cuando dos sacerdotes lo atraparon abusando sexualmente de un niño. Enviado a casa en desgracia en 1951, Nakayama continuó su ministerio bajo la Diócesis de Calgary. Él y su familia residieron en Coledale donde estableció la Iglesia Anglicana de la Ascensión y sirvió como ministro hasta 1978. Después de su retiro en Alberta, Nakayama se mudó a Vancouver, BC, donde presidió Holy Cross Japanese Iglesia Anglicana hasta su segundo retiro.

## Controversias
A la edad de 94 años, Nakayama escribió una carta el 28 de diciembre de 1994 desde su casa en Vancouver, BC, donde reconoció su pedofilia y admitió haber cometido abuso infantil al llamarlo "mala conducta sexual". Él entregó esta carta a la Iglesia Anglicana, lo que llevó a ser acusado de inmoralidad por el Obispo de la Diócesis Anglicana de Calgary Barry Curtis y su retiro como sacerdote . La carta completa ha sido publicada en el sitio web de la Diócesis Anglicana de New Westminster en el siguiente texto. No se presentaron cargos penales contra el sacerdote y sus crímenes y admisión de culpabilidad fueron no informó a la policía. La inacción de la Iglesia Anglicana en las acciones criminales de conducta sexual inapropiada de Nakayama siguió un patrón de negligencia por parte de los funcionarios en los casos de abuso sexual de la Comunión Anglicana (Anglican Communion). 
 Queridos amigos,
Lamento mucho disculparme por lo que hice en el pasado. Cometí un error. Mi vida moral con mi mal comportamiento sexual. Lamento sinceramente lo que le hice a tanta gente. Espero que me perdones mi error pasado.
Espero que vivan una vida feliz ahora.
Tuyo sinceramente,
G. G. Nakayama

En el texto original en inglés:
Dear Friends,
I am very sorry to apologize what I did in the past. I made mistake. My moral life with my sexual bad behaviour. I sincerely sorry what I did to so many people. I hope you forgive me my past mistake. 
I hope you live a happy life now.
Yours sincerely,
G. G. Nakayama

Joy Kogawa, autor canadiense y G.G. La hija de Nakayama, confrontó a su padre al enterarse de su abuso y agresión sexual infantil y se enteró de que abusó de unos 300 niños, en su mayoría varones, desde las edades de preescolares a adolescente durante sus seis décadas como sacerdote. Gran parte de la información sobre el abuso de Nakayama proviene de las novelas de Joy Kogawa, donde Kogawa se basa en sus experiencias de vida con Nakayama y con el internamiento como elementos principales de la trama para Cree narrativas elegantes y semificticias. De The Rain Ascends y Gently to Nagasaki Kogawa hace del abuso sexual y su lucha con el legado de su padre un enfoque central.
Nakayama también fue víctima de agresión sexual infantil.